# Grand Prix des Nations
Der Grand Prix des Nations (kurz: GP des Nations) war bis zu seiner letzten Austragung 2004 eines der bedeutendsten Einzelzeitfahren im Straßenradsport.
Der 1932 von dem französischen Sportjournalisten Gaston Bénac erstmals und danach jährlich ausgetragene GP des Nations fand über mehrere Jahrzehnte in Val de Chevreuse, westlich von Paris, statt und hatte zunächst bis 1948 eine Länge von 140 km. Von 1956 bis 1964 betrug die Distanz 100 Kilometer, von 1965 bis 1968 wurden 73 Kilometer gefahren. Seit Mitte der 1970er Jahre wechselte der Austragungsort mehrmals innerhalb Frankreichs, unter anderem von 1977 bis 1990 nach Cannes und von 1993 bis 1999 zum Lac du Madine und zuletzt in die Normandie. Die Streckenlänge wurde über die Jahre sukzessive verkürzt und betrug am Ende immer noch rund 70 km. Damit blieb der GP des Nations während seiner ganzen Existenz das längste Zeitfahren im Profi-Radsport.
Nach seiner 68. Austragung im Jahr 2004 wurde das zur französischen Sportmarketingfirma ASO (die auch die Tour de France veranstaltet) gehörende Rennen mit der Begründung eingestellt, dass ein solch langes Zeitfahren nicht mehr zeitgemäß sei. Damit teilte der GP des Nations das Schicksal anderer zunehmend anachronistischer Klassiker wie die Langstreckenrennen Paris-Brest-Paris oder Bordeaux–Paris, die in den 60er bzw. 80er Jahren abgeschafft wurden. Ab dem Jahr 2006 wird das kleinere französische Zeitfahren „Chrono des Herbiers“ allerdings in „Chrono des Nations“ umbenannt, um die Tradition des „Grand Prix des Nations“ fortzuführen.
Bis zur Einführung eines Zeitfahrens bei der Straßenrad-Weltmeisterschaft 1994 galt der GP des Nations als das wichtigste Einzelzeitfahren außerhalb der großen Rundfahrten. Diese Bedeutung spiegelt sich auch in der Siegerliste wider: Zahlreiche Tour-de-France-Sieger triumphierten auch beim GP des Nations, so Antonin Magne (3×), Fausto Coppi (2×), Hugo Koblet, Louison Bobet, Felice Gimondi (2×), Luis Ocaña Pernía, Eddy Merckx, Bernard Hinault (5×), und Laurent Fignon. Mit Abstand am erfolgreichsten war allerdings Jacques Anquetil, der mit insgesamt neun Siegen zwischen 1953 (als 19-Jähriger) und 1966 seinem Spitznamen „Monsieur Chrono“ alle Ehre machte. Den ersten deutschen Sieg bei dem lange von französischen Radprofis dominierten Rennen holte 1997 Uwe Peschel. Die letzten vier Austragungen wurden schließlich ausnahmslos von Deutschen gewonnen: Nach Jens Voigt 2001 und erneut Uwe Peschel 2002 konnte sich der Zeitfahrspezialist Michael Rich 2003 und 2004 durchsetzen.

## Siegerliste
| - 2004 Michael Rich - 2003 Michael Rich - 2002 Uwe Peschel - 2001 Jens Voigt - 2000 Lance Armstrong - 1999 Serhij Hontschar - 1998 Francisque Teyssier - 1997 Uwe Peschel - 1996 Chris Boardman - 1995 nicht ausgetragen - 1994 Tony Rominger - 1993 Armand de Las Cuevas - 1992 Johan Bruyneel - 1991 Tony Rominger - 1990 Thomas Wegmüller - 1989 Laurent Fignon - 1988 Charly Mottet - 1987 Charly Mottet - 1986 Sean Kelly - 1985 Charly Mottet - 1984 Bernard Hinault - 1983 Daniel Gisiger - 1982 Bernard Hinault - 1981 Daniel Gisiger | - 1980 Jean-Luc Vandenbroucke - 1979 Bernard Hinault - 1978 Bernard Hinault - 1977 Bernard Hinault - 1976 Freddy Maertens - 1975 Roy Schuiten - 1974 Roy Schuiten - 1973 Eddy Merckx - 1972 Roger Swerts - 1971 Luis Ocaña Pernía - 1970 Herman Van Springel - 1969 Herman Van Springel - 1968 Felice Gimondi - 1967 Felice Gimondi - 1966 Jacques Anquetil - 1965 Jacques Anquetil - 1964 Walter Boucquet - 1963 Raymond Poulidor - 1962 Ferdi Bracke - 1961 Jacques Anquetil - 1960 Ercole Baldini - 1959 Aldo Moser - 1958 Jacques Anquetil - 1957 Jacques Anquetil - 1956 Jacques Anquetil | - 1955 Jacques Anquetil - 1954 Jacques Anquetil - 1953 Jacques Anquetil - 1952 Louison Bobet - 1951 Hugo Koblet - 1950 Maurice Blomme - 1949 Charles Coste - 1948 René Berton - 1947 Fausto Coppi - 1946 Fausto Coppi - 1945 Éloi Tassin - 1944 Émile Carrara - 1943 Joseph Somers - 1942 Jean Marie Goasmat* Émile Idée - 1941 Jules Rossi* Louis Aimar - 1938 Louis Aimar - 1937 Pierre Cogan - 1936 Antonin Magne - 1935 Antonin Magne - 1934 Antonin Magne - 1933 Raymond Louviot - 1932 Maurice Archambaud |

*1941 und 1942 gab es jeweils zwei Sieger